# Hicham Ouladha
Hicham Ouladha (* 31. Januar 1995) ist ein marokkanischer Mittelstreckenläufer, der sich auf die 1500-Meter-Distanz spezialisiert hat.

## Sportliche Laufbahn
Erste internationale Erfahrungen sammelte Hicham Ouladha 2017 bei den Arabischen Meisterschaften in Radès, bei denen er in 3:52,46 min die Silbermedaille hinter Mohamed Ismail Ibrahim aus Dschibuti. Anschließend gewann er bei den Spielen der Frankophonie in Abidjan in 3:48,14 min die Bronzemedaille hinter seinen Landsmännern Fouad el-Kaam und Brahim Kaazouzi. Im Jahr darauf belegte er bei den Afrikameisterschaften in Asaba in 3:42,61 min den neunten Platz. 2019 belegte er bei den Arabischen Meisterschaften in Kairo in 3:46,47 min den fünften Platz. Bei den Afrikaspielen in Rabat wurde er in 3:39,00 min Fünfter und schied anschließend bei den Weltmeisterschaften in Doha mit 3:39,86 min im Vorlauf aus. Daraufhin gewann er bei den Militärweltspielen in Wuhan in 3:46,44 min die Silbermedaille hinter dem Polen Michał Rozmys. 2022 gelangte er bei den Afrikameisterschaften in Port Louis mit 3:40,95 min auf Rang sieben und im Jahr darauf siegte er in 30:23,78 min über 10.000 Meter bei den Arabischen Meisterschaften in Marrakesch.
In den Jahren 2018 und 2019 wurde Ouladha marokkanischer Meister im 1500-Meter-Lauf.

## Persönliche Bestleistungen
- 1500 Meter: 3:35,35 min, 13. Juli 2018 in Rabat
  - 1500 Meter (Halle): 3:44,51 min, 2. Februar 2019 in Kirchberg
- 3000 Meter: 7:46,14 min, 15. April 2022 in Rabat
- 5000 Meter: 13:40,97 min, 27. März 2021 in Rabat
- 10.000 Meter: 29:07,41 min, 7. Mai 2023 in Taza